# 小五台瓦韦
小五台瓦韦（学名：Lepisorus hsiaowutaiensis）为水龙骨科瓦韦属下的一个种。